# 태초 (남량)
태초(太初)는 중국 남량(南凉) 무왕(武王)의 연호이다. 397년에서 399년까지 3년 동안 사용하였다. 397년 정월, 후량(後凉)으로부터 자립한 독발오고(禿髮烏孤)는 대도독-대장군-대선우-서평왕(大都督·大將軍·大單于·西平王)을 자칭하면서 개원하였다.
같은 시기에 사용된 다른 연호로는 동진(東晉)에서 사용한 융안(隆安 : 397년 ~ 401년), 후연(後燕)에서 사용한 영강(永康 : 396년 ~ 398년), 청룡(靑龍 : 398년), 건평(建平 : 398년), 장락(長樂 : 399년 ~ 401년), 후진(後秦)에서 사용한 황초(皇初 : 394년 ~ 399년), 홍시(弘始 : 399년 ~ 416년), 서진(西秦)에서 사용한 태초(太初 : 388년 ~ 400년), 후량(後凉)에서 사용한 용비(龍飛 : 396년 ~ 399년), 함녕(咸寧 : 399년 ~ 401년), 북량(北凉)에서 사용한 신새(神璽 : 397년 ~ 399년), 천새(天璽 : 399년 ~ 401년), 북위(北魏)에서 사용한 황시(皇始 : 396년 ~ 398년), 천흥(天興 : 398년 ~ 404년)이 있다.

## 연대대조표
| 태초                | 원년            | 2년                                 | 3년                 |
| 서력                | 397년           | 398년                               | 399년               |
| 육십간지 (六十干支) | 정유(丁酉)      | 무술(戊戌)                          | 기해(己亥)          |
| 동진 (東晉)         | 융안(隆安) 원년 | 2년                                 | 3년                 |
| 후연 (後燕)         | 영강(永康) 2년  | 3년 청룡(靑龍) 원년 건평(建平) 원년 | 장락(長樂) 원년     |
| 후진 (後秦)         | 황초(皇初) 4년  | 5년                                 | 6년 홍시(弘始) 원년 |
| 서진 (西秦)         | 태초(太初) 10년 | 11년                                | 12년                |
| 후량 (後凉)         | 용비(龍飛) 2년  | 3년                                 | 4년 함녕(咸寧) 원년 |
| 북량 (北凉)         | 신새(神璽) 원년 | 2년                                 | 3년 천새(天璽) 원년 |
| 북위 (北魏)         | 황시(皇始) 2년  | 3년 천흥(天興) 원년                 | 2년                 |

## 같이 보기
- 다른 왕조의 같은 연호
  - 전한(前漢) 태초(기원전 104년 ~ 기원전 101년)
  - 전진(前秦) 태초(386년 ~ 393년)
  - 서진(西秦) 태초(388년 ~ 408년)
  - 유송(劉宋) 태초(453년)
- 중국의 연호

| 이전 연호 - | 중국의 연호 남량(南凉) | 다음 연호 건화(建和) |